# Marian Foik
Marian Foik, född 6 oktober 1933 i Bielszowice, död 20 maj 2005 i Warszawa, var en polsk friidrottare.
Foik blev olympisk silvermedaljör på 4 x 100 meter vid sommarspelen 1964 i Tokyo.